# Ioan Mocsony-Stârcea
Ioan I. Mocsony-Stârcea, ortografie alternativă Ioan I. Mocioni-Stârcea, (n. 16 mai 1909, Cernăuți – d. 1992, Elveția) a fost un moșier, industriaș și om politic român din familia Stârcea, crescut în Banat la satul Bulci, comuna Bata, județul Arad din vechea familie moldovenească Stârcea.

## Biografie
Ioan Mocsony-Stârcea a fost fiul mai tânăr al aristocratului bucovinean Ioan Victor Stârcea (n. 9 februarie 1867) și fratele ambasadorului României la Londra Victor (n. 30 martie 1905, Constantinopol – d. 22 decembrie 1990, Townbridge Wells, Kent, căsătorit la 9 iunie 1904 în Cernăuți cu contesa Bertha de Vismes du Ponthieu (1886-1937). Tatăl său era cunoscut cu numele de Johann Freiherr von Styrczea și deținea funcția de șambelan al Curții Imperiale din Viena. Luptător pentru unirea Bucovinei cu România, Ioan baron de Stârcea a fost membru al Consiliului Național Român din Cernăuți, după unire devenind maestru de ceremonii al Curții Regale din București, iar în timpul domniei lui Carol al II-lea, membru în Consiliul superior al Frontului Renașterii Naționale.
Ioan Stârcea tatăl a avut trei copii: Victor (n. 30 martie 1905, Constantinopol - d. 22 decembrie 1990, Townbridge Wells, Kent), timp de mulți ani ambasadorul României la Londra, Ilinca și Ioan (Ionel). În anul 1925, când avea 16 ani, Ionel a fost înfiat de baronul Anton Mocsony de Foen, bun prieten al familiei, care nu avea urmași direcți.În lumea bună a vremii se vorbea pe șoptite de o relație de homosexualitate dintre Ioan Stârcea tatăl și Mocsony de Foen.
Tânărul Ioan a obținut licența în litere la Universitatea din Cambridge (Marea Britanie). A efectuat stagiul militar, obținând doar gradul de fruntaș T.R. de artilerie. Anton Mocsony, marele maestru de vânătoare al Curții Regale a României, l-a recomandat ca secretar particular al regelui Mihai I, inițiativă sprijinită de regina mamă Elena și de doamna Nelly Catargi. 
La moartea baronului, Ioan Mocsony-Stârcea a intrat în posesia averii și a titlului acestuia, devenind proprietarul unui întins domeniu pe Valea Mureșului, între Deva și Arad (care cuprindea și Castelele Bulci și Săvârșin). El devine astfel unul dintre cei mai bogați oameni din România.
De asemenea, Ioan Mocsony Stârcea avea ca avere de la tatăl său natural terenuri numeroase în comuna Văleni din județul Neamț: 739 de hectare de pădure, 264 de hectare de zăvoi, o plantație de nuci de 12 hectare, 50 de hectare de teren arabil, trei hectare de vie, dar și un parc dendrologic, precum și mai multe clădiri, printre care școala din comună, Primăria, dispensarul și postul de poliție. De asemenea, avea în proprietate două mașini, un Ford și un Buick, șase trăsuri, dintre care două cu monturi de argint, după cum se arată în inventarul amintit, biserica satului și parcul din jur. Mai dispune de un conac, trei mori, din Cioplești, Văleni și Moreni, dependințele și instalații aferente activităților agricole, grajduri, cotețe, un atelier de reparații, o instalație de irigații și o uzină electrică.
La 11 august 1942, rămânând secretarul particular al regelui Mihai I, a preluat atribuțiile demnității de mareșal al Curții Regale, funcție ce va fi transferată generalului Constantin Sănătescu, șeful Casei Militare Regale, în aprilie 1944, în vederea pregătirii evenimentelor din 23 august 1944. Această ascensiune se datora și faptului că, la începutul anilor ’40, tânărul baron vânduse castelul și domeniul contelui Hunyady de la Săvârșin (jud. Arad) regelui Mihai pentru o sumă modică.
Stârcea a devenit, în locul tatălui său defunct, mare maestru de vânătoare, demnitate care-i permite drumuri prin țară și întâlniri sustrase controlului autorităților regimului Antonescu. Astfel, Mocsony-Styrcea a putut asigura și legăturile dintre cei implicați în arestarea lui Antonescu. La 23 august 1944 Ioan de Mocsonyi-Styrcea a fost numit Mareșalul Curții Regale, continuând să îndeplinească funcția de Mare Maestru de Vânătoare al regelui Mihai până la 3 noiembrie 1944, când a demisionat din ambele funcții.
A lucrat apoi în centrala Ministerului Afacerilor Străine. Soția sa se refugiase din timp în Elveția.
A fost arestat la 8 septembrie 1947, fiind judecat în „Procesul Maniu - Mihalache”. Spre deosebire de restul lotului, care a primit sentințe mari, Mocsony-Stârcea a fost condamnat de Tribunalul militar al Regiunii a II-a din București la doi ani de închisoare corecțională pentru omisiune de denunț (sentința nr. 1.988/11 noiembrie 1947), 4 ani de degradare civică și 500 de lei cheltuieli de judecată, ca răsplată a colaborării cu anchetatorii în „dezvăluirea legăturilor lui Maniu cu americanii”. A fost încarcerat în penitenciarul din Craiova.
Dispus la compromisuri chiar din timpul procesului, a fost încarcerat la penitenciarul din 
Craiova pentru a fi folosit în alte eventuale înscenări ale M.A.I.-ului. În anul 1949 a fost din nou anchetat în vederea înscenării procesului lui Lucrețiu Pătrășcanu și a acceptat să fie folosit ca martor al acuzării, fiind autorul unei versiuni în care castelul pe care-l moștenise la Bulci de la tatăl adoptiv devenise centrul „complotului antistatal condus de Pătrășcanu” – „unealtă a anglo-americanilor” și totodată a „trădătorului Tito”. Acolo, Pătrășcanu ar fi pus bazele unei organizații teroriste ce aduna arme și primea ajutoare din Iugoslavia pentru a răsturna prin violență regimul comunist. Administratorii și angajații lui Anton Mocsony de Foen au fost transformați de anchetatori în periculoși curieri de spionaj și recrutori de „rebelionari” printre pădurarii și sătenii din zona Bulci-Săvârșin, fiind condamnați ca atare și trimiși în închisoare.
În aprilie 1954, baronul a fost condamnat, la rândul său, la 15 ani de închisoare și confiscarea întregii averi (sentința nr. 49/6 aprilie 1954), deși se pare că însuși ministrul de Interne de atunci, Alexandru Drăghici, îi promisese că, dacă își va juca bine rolul în anchetă și proces, va primi o condamnare formală și va fi lăsat să plece în Elveția, unde se afla soția sa. Ioan Mocsony-Stârcea a ieșit din închisoare abia cu prilejul amnistiei generale a deținuților politici (1964).
A beneficiat de condiții privilegiate de detenție în penitenciarul M.A.I., unde a scris, începând din anul 1962, un fel de memorii sub supravegherea organelor de anchetă, aceasta fiind o condiție pentru a ieși din închisoare, după cum afirma el în anul 1990. Au rezultat 1793 de pagini scrise de mână, din care, dactilografiate, au ieșit peste 3000, fiecare filă dactilografiată fiind confirmată de autor: „sunt corecte în raport cu originalul”.
După eliberare, guvernul comunist i-a permis să plece în Elveția la 5 septembrie 1964, în urma răscumpărării oferite de soția sa, fiind escortat până la scara avionului de ofițerii de Securitate. S-a stabilit în apropiere de Geneva, izolat de românii din exil. A decedat în anul 1992.

Ionel Mocsony (1893-1937), membru în Marele Sfat Național, prefect al județului Severin

## Decorații
- Ordinul „Coroana României” în gradul de Cavaler (9 mai 1941)[13]